# Prawosławne seminarium duchowne w Wilnie

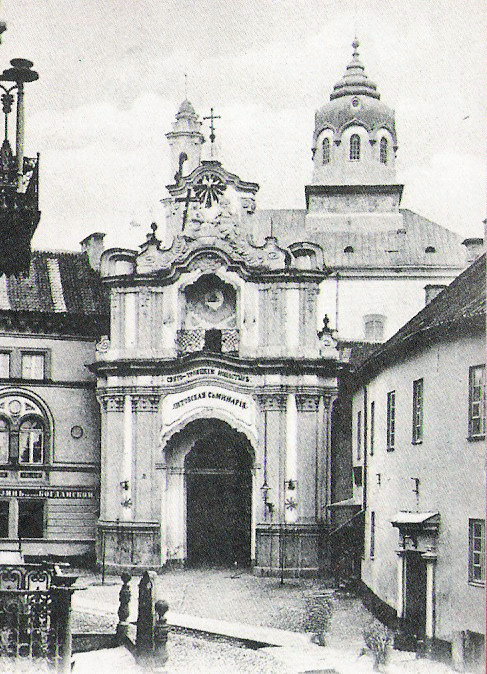
Brama prowadząca na teren monasteru Trójcy Świętej z widocznym napisem w języku rosyjskim Monaster Trójcy Świętej i Seminarium Litewskie

Prawosławne seminarium duchowne w Wilnie – seminarium duchowne dla alumnów wyznania prawosławnego działające w Wilnie w latach 1839–1947, z przerwą na lata 1944–1946, kolejno w jurysdykcji Rosyjskiego Kościoła Prawosławnego i Polskiego Autokefalicznego Kościoła Prawosławnego. Jego siedzibą był monaster Św. Trójcy przy ulicy Ostrobramskiej.

## Historia

### W Imperium Rosyjskim
Prawosławne seminarium duchowne w Wilnie powstało w 1845, gdy do miasta, nowej siedziby eparchii wileńskiej i litewskiej, przeniesiona została siedziba seminarium funkcjonującego dotąd przy monasterze w Żyrowiczach. Seminarium to powstało z kolei w 1828 jako placówka unicka i przeszło do Kościoła prawosławnego po synodzie połockim w 1839, gdy wszystkie struktury Kościoła unickiego na ziemiach litewskich i białoruskich Imperium Rosyjskiego zostały włączone do Rosyjskiego Kościoła Prawosławnego. W Wilnie siedzibą szkoły stał się monaster Św. Trójcy. W Żyrowiczach początkowo językiem wykładowym szkoły był polski, w przypadku niektórych przedmiotów łacina, następnie jednak wprowadzony został rosyjski. Od momentu przeniesienia siedziby seminarium do Wilna stanowisko jego rektora było łączone z funkcją przełożonego tegoż klasztoru. Szkoła przyjęła nazwę Litewskiego Seminarium Duchownego.
Seminarium wileńskie w 1860 wprowadziło w życie postanowienia ogólnej reformy szkolnictwa teologicznego w Rosji opracowanej przez Świątobliwy Synod Rządzący. Odtąd było podporządkowane biskupowi eparchialnemu (w tym wypadku wileńskiemu i litewskiemu), który potwierdzał przedstawione przez rektora kandydatury na wykładowców. Seminarium było szkołą sześcioklasową, osoby ubiegające się o przyjęcie do niego musiały ukończyć wcześniej czteroklasową szkołę duchowną. Po reformie z programu nauczania usunięto patrystykę, archeologię cerkiewną, polemikę teologiczną, zasady gospodarowania na wsi, elementy medycyny. Nowy program zakładał skupienie się na nauce teologii i uzyskanie specjalizacji w jej obrębie. Kolejna reforma programowa miała miejsce w 1884. Seminaria poddano wówczas jeszcze ściślejszej kontroli biskupów, ograniczono nauczanie przedmiotów ogólnokształcących i języków obcych (te ostatnie były wykładane jedynie chętnym, za dodatkową opłatą) na rzecz poszerzonego kursu prawa kanonicznego. Słuchaczami seminarium wileńskiego w zdecydowanej większości byli synowie prawosławnych duchownych. Trzy lata wcześniej wydana została odrębna instrukcja Synodu dotycząca oddziaływania wychowawczego na uczniów szkół. Wykładowców zobowiązano w niej do łagodnego i serdecznego traktowania alumnów, by wychować ich w duchu rosyjskiego patriotyzmu i osobistej kultury. Zabroniono także używania w szkołach (także w rozmowach prywatnych) języków ukraińskiego i białoruskiego. Efektem wprowadzenia powyższych zaleceń było zwolnienie z pracy w wileńskim seminarium wykładowców nierespektujących ich. W 1896 wprowadzono obowiązek uczestnictwa wychowanków w nabożeństwach cyklu dobowego i czynnego udziału w niedzielnej Świętej Liturgii w charakterze lektorów, psalmistów i chórzystów. Seminarium wileńskie posiadało bogatą bibliotekę, obejmującą księgozbiory monasterów wileńskiego, żyrowickiego i supraskiego (w tym pochodzące z czasów ich przynależności do bazylianów) oraz prywatne zbiory metropolity wileńskiego i litewskiego Józefa.
W 1863 Świątobliwy Synod Rządzący rozważał przekształcenie seminarium w Wilnie w piątą w Imperium Rosyjskim Akademię Duchowną dającą możliwość ukończenia pełnych studiów teologicznych, w tym uzyskiwania stopni kandydata, magistra i doktora nauk teologicznych. Absolwenci Akademii mieli być w szczególny sposób przygotowywani do polemiki z Kościołem katolickim, by mogli brać udział w rozszerzaniu wpływów prawosławia na ziemiach zagarniętych drogą trzech zaborów Rzeczypospolitej (co wiązało się z ich rusyfikacją). Plan ten nie został urzeczywistniony z powodu sprzeciwu metropolity moskiewskiego Filareta, w ocenie którego wystarczające byłoby podniesienie poziomu samego seminarium i skupienie się na lepszym przygotowaniu jego absolwentów, białych duchownych, do pracy misyjnej. Projekt powołania Wileńskiej Akademii Duchownej był rozważany ponownie w latach 90. XIX w., jednak tym razem został odrzucony z powodu sprzeciwu biskupa wileńskiego Aleksego. Seminarium działało do 1915, gdy jego wykładowcy razem z całym prawosławnym duchowieństwem Wilna udali się na bieżeństwo. 
Zgodnie z zaleceniami Synodu z 1860 liczebność jednego roku słuchaczy nie mogła przekraczać 40 osób. Łącznie w XIX w. seminaria duchowne w Wilnie i Krzemieńcu ukończyło 800 alumnów. Nauka w seminarium była płatna i wynosiła 20 rubli za pierwszy i drugi rok nauki, 15 za trzeci i czwarty oraz 10 za piąty i szósty. Dodatkowo słuchacze wnosili 110 rubli opłaty za obowiązkowe zakwaterowanie w internacie. Wyróżniający się studenci z ubogich rodzin otrzymywali stypendia.

### W II Rzeczypospolitej
W 1921 władze niepodległej Polski wyraziły zgodę na organizację prawosławnych seminariów duchownych w Krzemieńcu i w Wilnie. Seminarium wileńskie de facto wznowiło działalność w dotychczasowej siedzibie już dwa lata wcześniej. W placówce kształcili się kandydaci na duchownych pochodzący z diecezji wileńsko-lidzkiej, diecezji grodzieńskiej oraz pińsko-poleskiej. W państwie polskim seminarium zachowało rosyjski charakter, jaki posiadało w poprzednim stuleciu. Język rosyjski pozostał językiem wykładowym szkoły, również kadra pedagogiczna składała się z Rosjan, zachowano program nauczania opracowany w XIX w. przez Świątobliwy Synod Rządzący, dodając jedynie do przedmiotów obowiązkowych język polski i język białoruski. Działo się tak mimo niewielkiej liczby uczniów narodowości rosyjskiej. W 1923 z 292 słuchaczy seminarium 221 zadeklarowało narodowość białoruską, 63 – rosyjską, 7 – ukraińską i 1 polską. Równocześnie 210 osób podało, iż w domu rodzinnym posługuje się językiem rosyjskim, 63 – białoruskim, po jednej ukraińskim i polskim, zaś 11 – mieszanką dwóch lub trzech języków sposób wymienionych wyżej. Środowiska białoruskie w Polskim Autokefalicznym Kościele Prawosławnym zabiegały o białorutenizację szkoły. Seminarium utrzymywało dobre kontakty z wileńskim Gimnazjum Białoruskim, którego siedzibą również był budynek monasteru Trójcy Świętej. 
W 1924 Ministerstwo Wyznań Religijnych i Oświecenia Publicznego zreformowało seminarium, decydując o przekształceniu go w ośmioletnie gimnazjum ogólne, o statusie szkoły państwowej, i dwuletnie studium teologii, szkołę prywatną. Od zgody PAKP na reformę uzależniono dalsze funkcjonowanie placówki, w związku z czym w roku szkolnym 1924/1925 seminarium rozpoczęło pracę w opisanej wyżej formie. Przy poparciu rektora seminarium archimandryty Filipa (Morozowa) (a wbrew oczekiwaniom metropolity warszawskiego i całej Polski Dionizego i duchowieństwa diecezji) do szkoły wprowadzono jako wykładowy język polski. Reforma nie przyniosła jednak spodziewanych efektów. W 1932 Instytut Spraw Narodowościowych ocenił poziom nauczania w placówce jako niski, postępy polonizacji (mimo faktycznego prowadzenia wielu zajęć w języku polskim) jako nieznaczne z powodu utrzymującego się prestiżu języka rosyjskiego. W 1927 odrębne pismo kuratora wileńskiego okręgu szkolnego wskazywało ponadto na konieczność remontu biblioteki szkolnej i uporządkowania księgozbioru. 
Do seminarium w Wilnie w okresie międzywojennym przyjmowani byli mężczyźni wyznania prawosławnego, obywatele polscy. To samo obywatelstwo było wymagane od kandydatów na wykładowców, których wskazywał Sobór Biskupów PAKP, zaś zatwierdzał minister wyznań religijnych i oświecenia publicznego. Naukę w szkole mogli podejmować absolwenci czteroklasowych szkół ogólnokształcących, równorzędnych szkół prywatnych. Dla osób nieposiadających takiego wykształcenia przeprowadzany był egzamin wstępny. Zakwaterowanie w internacie nie było obowiązkowe. W 1921 korzystało z niego 70 słuchaczy z ogółu 200. Od reformy w 1924 do 1932 w seminarium nauczane były przedmioty teologiczne oraz świeckie: język polski, geografię powszechną i Polski, wiedzę o Polsce, przyrodę z logiką, filozofię, fizykę, chemię, rysunek kaligraficzny, śpiew, matematykę, gimnastykę. Z języków obcych słuchacze obowiązkowo poznawali łacinę i grekę, język rosyjski oraz do wyboru język białoruski lub ukraiński. 
W 1932, w ramach ogólnej reformy szkolnictwa, seminarium w Wilnie zostało przekształcone w Liceum Teologiczne łączące program liceum ogólnokształcącego z nauczaniem przedmiotów teologicznych. W roku szkolnym 1935/1936, po naradach państwowo-kościelnych, obie strony zgodziły się na likwidację seminarium wileńskiego (jak i analogicznej placówki w Krzemieńcu) i zastąpienie jej przez jedno Liceum Teologiczne w Warszawie. Proces ten nie doszedł do skutku z powodu wybuchu II wojny światowej.

### II wojna światowa
Seminarium zostało zlikwidowane po aneksji Litwy do ZSRR w 1940, podobnie jak wszystkie inne placówki kształcące duchownych poszczególnych wyznań. 
W 1944 egzarcha Krajów Bałtyckich metropolita Sergiusz zorganizował w jego zastępstwie trzysemestralne kursy teologiczne, których celem było kształcenie kapłanów na potrzeby parafii na Litwie, Łotwie i w Estonii, jak również na potrzeby Pskowskiej Misji Prawosławnej. Kierownikiem kursów został były profesor seminarium duchownego w Moskwie protoprezbiter Wasilij Winogradow, a następnie ostatni przedwojenny rektor seminarium Józef Dziczkowski. Zadania wykładowców pełnili miejscowi duchowni prawosławni. Jedyny rocznik kursów, liczący 27 osób, ukończył edukację 27 kwietnia 1944.
Po ponownym włączeniu Litwy do ZSRR prawosławny biskup wileński otrzymał zgodę władz radzieckich na ponowne uruchomienie placówki. W ich pierwotnych planach prawosławie na Litwie miało uzyskać wsparcie państwa, by osłabić pozycję większościowego Kościoła rzymskokatolickiego. Koncepcja ta została jednak szybko zarzucona i już w 1946 władze zamknęły seminarium.

## Związani z seminarium

### Wykładowcy
- Euzebiusz (Grozdow) – inspektor seminarium w latach 1899–1902[16]
- Paweł (Dobrochotow) – wykładowca w latach 1837–1849[17]
- Awerkiusz (Kiedrow) – wykładowca na pocz. XX wieku[18]
- Jan (Ławrinienko) – wykładowca w latach 20. XX wieku[19]

#### Rektorzy
- Euzebiusz (Iljinski), 1845–1848[20]
- Aleksander (Dobrynin), 1851–1860[21]
- Eugeniusz (Szerieszyłow), 1868–1870[22]
- Augustyn (Gulanicki), 1870–1881[23]
- Aleksy (Opocki), 1891–1894[24]
- Innocenty (Bielajew), 1895–1899[25]
- Leonid (Skobiejew), 1901–1903[26]
- Aleksy (Dorodnicyn), 1903–1904[27]
- Laurenty (Kniaziew), 1912–1917[28]
- Wiaczesław Bogdanowicz, 1919–1922[29]
- Filip (Morozow), 1922–1924[7][8]
- Antoni (Marcenko), 1924–1925[30]

### Absolwenci
- Andrzej (Metiuk) – ukraiński duchowny prawosławny, zwierzchnik Ukraińskiego Kościoła Prawosławnego Kanady[31]
- Bazyli (Doroszkiewicz) – polski duchowny prawosławny pochodzenia białoruskiego, metropolita warszawski i całej Polski w latach 1970–1998[32]
- Beniamin (Nowicki) – rosyjski duchowny prawosławny, kolejno biskup nowogródzki, połtawski, omski, irkucki i czeboksarski[33]
- Aleksandr Budiłowicz – rosyjski duchowny prawosławny, deputowany do IV Dumy[34]
- Konstantyn (Chomicz) – białoruski biskup prawosławny, kolejno biskup piński i brzeski[35]
- Witalij Borowoj – białoruski duchowny prawosławny, teolog, obserwator Soboru watykańskiego II z ramienia Rosyjskiego Kościoła Prawosławnego[12]
- Daniel (Juźwiuk) – rosyjski duchowny prawosławny, biskup kowieński[36]
- Michaił Kojałowicz – rosyjski historyk i publicysta słowianofilski[37]
- Mateusz Krycuk – białoruski duchowny prawosławny, święty nowomęczennik[38]
- Nikanor (Niesłuchowski) – polski biskup prawosławny, arcybiskup białostocki i gdański[12]
- Eugeniusz Pańko – polski duchowny prawosławny, organizator struktur PAKP na Ziemiach Odzyskanych po II wojnie światowej[12]
- Smaragd (Łatyszenko) – rosyjski duchowny prawosławny, archimandryta, biskup-nominat słucki, zabójca metropolity warszawskiego Jerzego[39]
- Lew Pajewski – rosyjski duchowny prawosławny, regionalista, badacz ziemi brzeskiej[40]
- Teofan (Siemieniako) – rosyjski duchowny prawosławny pochodzenia białoruskiego, arcybiskup miński i słucki[41]
- Wiktoryn (Bielajew) – rosyjski duchowny prawosławny, kolejno biskup wiedeński, aleksiński, tulski oraz wileński[42]
- Serafim Żeleźniakowicz – polski duchowny prawosławny pochodzenia białoruskiego, rektor Prawosławnego Seminarium Duchownego w Warszawie[12]